# Joseph Beilvert
Joseph Beilvert (1757- 1823) est un révolutionnaire français, impliqué dans les répressions dans le Pays nantais, sous les ordres de Jean-Baptiste Carrier, au moment de la guerre de Vendée. Accusé d'avoir perpétré des crimes contre la population nantaise sous la Terreur, il se déchargea de toutes responsabilités en accusant Carrier, et fut acquitté. Après la Terreur, il tenta de se lancer en politique sans succès, et fut suspecté de tentative d'assassinat sous la Restauration.

## Généalogie
Joseph Beilvert est né le 1er décembre 1757 à Bouaye de Pierre Beilvert, boulanger, et Catherine Poiraud. Il se marie le 20 janvier 1778 à Bouaye avec Françoise Sorin. Ils auront sept enfants mais seul Joseph, né en 1785, aura des enfants.
Joseph Beilvert ne laisse plus de trace à Bouaye à partir de 1818. Il décède à Saint-Quentin dans l'Aisne le 6 janvier 1823.

## Sous l'Ancien Régime
Originaire de Bouaye, bourgade de la rive sud à vingt kilomètres à l’ouest de Nantes. Avant la Révolution il est emprisonné pour assassinat et usage de faux, il échappe à la peine de mort à la suite de l'intervention d'un personnage du parlement de Bretagne.

## Pendant la Révolution française
Joseph Beilvert a trente-deux ans en 1789. D’emblée il se présente comme un patriote enthousiaste.

### Guerre de Vendée
Sa connaissance du pays de Retz et son dévouement lui valent d’être affecté comme éclaireur auprès de la garnison du château d'Aux qui protège la fonderie d'Indret. Il a des rapports directs avec Jean-Baptiste Carrier qui l’emploie à diverses missions. Fin 1793, début 1794, il dirige les éclaireurs sur la rive sud de la Loire. Multiplie les atrocités à son compte. 
Joseph Beilvert se porte volontaire comme éclaireur dans un bataillon du Bas-Rhin sous les ordres de l'adjudant-général Muscar. Cet officier est alors commandant de la garnison du château d'Aux, à La Montagne, aux abords de Nantes. Début avril 1794, Beilvert organise des « battues humaines » dans les environs de Bouaye, il regagne le château d'Aux avec 270 prisonniers. Ces derniers sont jugés sur place par la commission Bignon, qui en une seule journée, fait condamner à mort 210 hommes, âgés de 13 à 78 ans.
L'affaire resurgit après Thermidor. Lorsqu’il se voit près d’être jugé pour sa responsabilité de l’exécution sans jugement de près de quatre cents « brigands » raflés, Jean-Baptiste Carrier qui n’est plus à Nantes à l’époque des faits, n’a pas de peine à s’en disculper. Il charge même Joseph Beilvert en l’accusant d’avoir dressé des listes de proscription.
Jugé à deux reprises, Beilvert bénéficie à chaque fois d'un non-lieu.

## Époque napoléonienne
Sous l'Empire, il est condamné à deux mois de prison et cinq ans de surveillance pour avoir presque assommé son fils, il est cependant libéré après quelques jours d'internement.

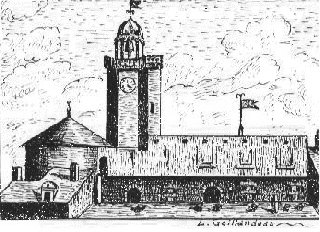
Prison du Bouffay où fut détenu Beilvert durant 15 mois.

## Sous la Restauration
Le 22 septembre 1815, le maire de Nantes interpelle le préfet signalant que « Beilvert clame partout qu'il part pour Paris assassiner le roi ». Il est arrêté et écroué à la prison du Bouffay. Il y reste 15 mois avant que d'être libéré (sans jugement) par le duc Decazes,.
De son vivant, Beilvert devient l'objet de rumeurs et de légendes au sein de la population nantaise ; il est assimilé à une sorte Barbe-Bleue. Selon un état des individus en surveillance Beilvert aurait fabriqué pendant la Révolution « un baudrier avec des oreilles de Vendéens. »